# NEWS
NEWS – japoński boysband, w skład którego wchodzą Kei’ichirō Koyama, Takahisa Masuda i Shigeaki Katō. Nazwa grupy wzięła się od akronimu punktów głównych horyzontu (ang. North, East, West, South).
W 2006 roku, grupa nagrała singiel „Sayaendō/Hadashi no Cinderella Boy”. Już wtedy zespół składał się z sześciu członków, a stało się tak, kiedy Uchi Hiroki i Kusano Hironori, którzy byli wówczas niepełnoletni, wywołali skandal związany z piciem alkoholu. Po prawie rocznym zawieszeniu działalności zespół wydał siódmy singiel „Hoshi o Mezashite". W 2008 roku, po nagraniu swojego dziesiątego singla „Happy Birthday”, NEWS został drugim japońskim zespołem po Kinki Kids, którego wszystkie single od czasu debiutu zajmowały na listach pierwszą pozycję.

## Historia

### 2003-2006: Debiut i zawieszenie
Założona w 2003 roku przez wytwórnię Johnny's Entertainment dziewięcioosobowa grupa wydała singiel „NEWS Nippon”, który został użyty podczas Pucharu Świata w piłce siatkowej kobiet. W 2004 roku, jeszcze przed pierwszym koncertem NEWS, zespół opuścił Moriuchi Takahiro (który stwierdził, że chce się skupić na nauce), a pozostali członkowie wydali kolejny singiel „Kibō: Yell”, który zadebiutował na listach Oriconu. Dwa następne single „Akaku Moyuru Taiyō” i “Cherish” zadebiutowały w rankingach, tak samo jak pierwszy album NEWS “Touch”, który już w pierwszym tygodniu sprzedał się na nakładzie 164 016 kopii. 
Po zawieszeniu dwóch członków, 1 maja 2006 roku, po zakończonej trasie koncertowej „NEWS Spring Tour”, zespół tymczasowo wstrzymał swoją działalność.

### 2007-2008: powrót NEWS
Zespół, jako sześcioosobowa grupa, powrócił 31 grudnia 2006 roku na sylwestrowym odliczaniu. Aby zaznaczyć swój powrót, grupa wydała singiel „Hoshi o Mezashite”, którego użyto jako piosenki przewodniej w japońskiej wersji „Happy Feet: Tupot małych stóp”. 
7 listopada zespół wydał swój siódmy singiel „Weeeek" i drugi album „Pacific”. Singiel już w pierwszym tygodniu sprzedał się w nakładzie 263 tys. egzemplarzy, a album 196 tys. kopii. W celu reklamy płyty, NEWS rozpoczęło trasę koncertową NEWS Concert Tour Pacific 2007-2008, która rozpoczęła się 15 grudnia 2007 a zakończyła 27 stycznia 2008 roku. W związku z ogromnym popytem na bilety, do trasy dodano dwa występy, a NEWS po raz pierwszy wystąpiło w Tokyo Dome.
W lutym 2008 roku grupa wydała ósmy singiel, „Taiyō no Namida", który został użyty jako motyw w filmie „Kurosagi” (główną rolę zagrał Tomohisa Yamashita). NEWS nagrało jeszcze dwa inne single, „Summer Time” (maj 2008) i „Happy Birthday” (październik 2008), zanim w sklepach pojawił się ich trzeci album studyjny „Color”. 29 kwietnia do sprzedaży trafił nowy, 11 singiel grupy, pod tytułem "Koi no ABO" (恋のABO Love's ABO), który dotychczas sprzedał się w nakładzie 234 tys. sztuk. Najnowszy singiel NEWS, "Sakura Girl" został wydany 31 marca i został sprzedany w liczbie 228,758 sztuk.

## Członkowie

### Obecni członkowie
- Kei’ichirō Koyama
- Takahisa Masuda
- Shigeaki Katō

### Byli członkowie
- Takahiro Moriuchi (2003) (jest wokalistą zespołu One Ok Rock)
- Hiroki Uchi (2003–2005)
- Hironori Kusano (2003–2006)
- Ryō Nishikido (2003–2011)
- Tomohisa Yamashita (2003–2011)
- Yūya Tegoshi  (2003–2020)

## Dyskografia

### Single
- 2003: NEWS Nippon
- 2004: Kibō ~Yell~
- 2004: Akaku Moyuru Taiyou
- 2005: Cherish
- 2005: TEPPEN
- 2006: Sayaendou/Hadashi no Cinderella Boy
- 2007: Hoshi o Mezashite
- 2007: weeeek
- 2008: Taiyou no Namida
- 2008: Summer Time
- 2008: Happy Birthday
- 2009: Koi no ABO
- 2010: Sakura Girl
- 2010: Fighting Man
- 2012: Chankapāna
- 2012: World Quest/Pokopon Pekourya

### Albumy studyjne
- touch (2005)
- pacific (2007)
- color (2008)
- LIVE (2010)
- NEWS (2013)
- White (2015)
- QUARTETTO (2016)
- NEVERLAND (2017)
- EPCOTIA (2018)
- WORLDISTA (2019)
- STORY (2020)

### DVD
- NEWS Nippon 0304
- Summary of Johnny's World (wspólnie z KAT-TUN i Ya-Ya-Yah)
- Never Ending Wonderful Story DVD
- NEWS Concert Tour Pacific 2007-2008: The First Tokyo Dome Concert
- NEWS Live Diamond (data wydania: 4 listopada 2009)
- NEWS LIVE!LIVE!LIVE! DOME CONCERT 2010
- NEWS LIVE TOUR 2012 ~Utsukushii Koi ni Suruyo~